# Anna-Michelle Asimakopoulou

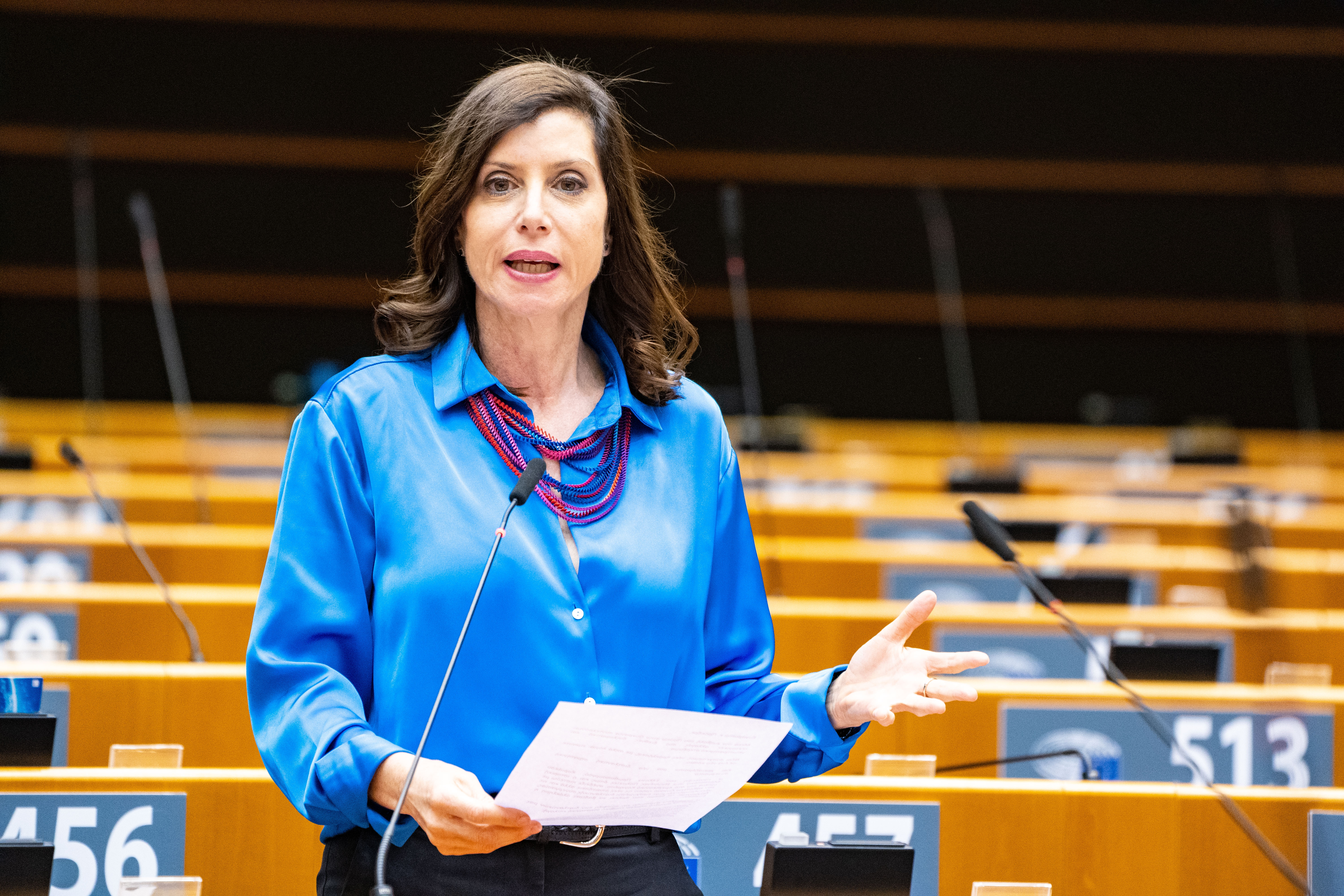
Anna-Michelle Asimakopoulou

Anna-Michelle Asimakopoulou (griechisch Άννα-Μισέλ Ασημακοπούλου, geboren am 27. März 1967 in New York City) ist eine griechische Juristin und Politikerin der konservativen Nea Dimokratia (ND). Asimakopoulou arbeitete mehrere Jahre lange als Anwältin in den USA, bevor sie in den 1990er Jahren nach Griechenland zog, um dort für eine gemeinnützige Stiftung zu arbeiten. Seit 2007 engagiert sich Asimakopoulou politisch, zunächst auf lokaler Ebene in Ioannina, bevor sie bei den Wahlen im Juni 2012 ins griechische Parlament gewählt wurde. Sie verteidigte ihr Mandat bei den beiden vorgezogenen Wahlen im Januar und September 2015. Seit der Europawahl 2019 ist sie Mitglied des Europäischen Parlaments als Teil der EVP-Fraktion.

## Leben

### Jugend und Ausbildung
Anna-Michelle Asimakopoulou wurde am 27. März 1967 in New York als erste Tochter des Kernphysik-Professors Panagiotis Asimakopoulos geboren, der ursprünglich aus Pylos in Messenien stammte. Asimakopoulos war in der Anavryta-Schule ein Klassenkamerad des ehemaligen Königs Konstantin II., der später zusammen mit seiner Frau, der ehemaligen Königin Anne-Marie, Anna-Michels Patenonkel wurde. Asimakopoulou verbrachte die ersten Jahre ihres Lebens in der Athener Vorstadt Paleo Faliro und zog dann mit ihrer Familie nach Ioannina, als ihr Vater zum Professor für Kernphysik an der Universität von Ioannina berufen wurde.
Asimakopoulou studierte 1984 bis 1988 Wirtschaftswissenschaften am Bryn Mawr College und 1988 bis 1991 Jura mit dem Schwerpunkt Internationale Rechtsbeziehungen an der Cornell University. Sie absolvierte eine weitere Ausbildung an der London School of Economics in Großbritannien, an der juristischen Fakultät der Universität Madrid in Spanien und am Institut d'Études Françaises d'Avignon in Frankreich.

### Berufliche Karriere
Anna-Michelle Asimakopoulou arbeitete viele Jahre als Anwältin in New York, spezialisiert auf Finanztransaktionen und internationales Bankrecht, und ist immer noch Mitglied der New York Bar Association.
Anfang der 1990er Jahre kehrte sie nach Griechenland zurück, wo sie von 1994 bis 2012 die gemeinnützige Stiftung Egnatia Epirus in Ioannina leitete und sich auf die Bereiche Regionalentwicklung, Informations- und Kommunikationstechnologien und europäische Programme fokussierte. Parallel dazu arbeitete sie von 1998 bis 2012 als Expertin der Europäischen Kommission für die Evaluierung von europäischen Programmen sowie für Beratungsunternehmen in Brüssel und Luxemburg.

### Politische Karriere in Griechenland
Asimakopoulou begann sich 2007 in der Politik zu engagieren, nachdem sie im gleichen Jahr als Gemeinderätin von Ioannina (zusammen mit Nikos Gonta) gewählt wurde. Während ihrer Amtszeit war sie stellvertretende Bürgermeisterin für europäische Programme, Pressevertreterin der Stadtverwaltung und stellvertretende Vorsitzende des städtischen Regionaltheaters von Ioannina.
Bei den griechischen Parlamentswahlen im Juni 2012 wurde sie für den Wahlbezirk Ioannina auf der Liste der konservativen Nea Dimokratia gewählt und war damit die erste weibliche Abgeordnete, die jemals in dem Wahlkreis gewählt wurde. Im Jahr 2013 wurde sie vom damaligen Ministerpräsidenten und Vorsitzenden der Nea Dimokratia, Andonis Samaras, zur Pressesprecherin der Nea Dimokratia. Sie hatte die Funktion bis Dezember 2015 inne.
Bei den Wahlen im Januar und September 2015 wurde sie jeweils als Abgeordnete im Zweiten Wahlbezirk von Athen (Β΄ Αθηνών) auf der Liste der Nea Dimokratia gewählt. In ihrem ersten Jahr als Abgeordnete war sie Sprecherin für Finanzpolitik. Später, unter ND-Fraktionsvorsitzendem Kyriakos Mitsotakis, übernahm sie das Amt der Sprecherin für Entwicklung und Wettbewerbsfähigkeit (Januar 2016 – November 2016). Anschließend war sie bis zum 26. April 2019, als ihr Mandat aufgrund der Europawahl aufgab, Sprecherin für Digitalpolitik, Telekommunikation und Information.

### Wechsel in Europaparlament
Die ND nominierte Asimakopoulou für die Europawahl 2019. Bei der Wahl gewann ihre Partei deutlich an Stimmen (plus 10,40 Prozent) und damit acht der 21 griechischen Mandate. Asimakopoulou selbst erhielt 225.211 Stimmen und damit das sechstbeste Ergebnis aller ND-Kandidatinnen und -Kandidaten, sodass sie direkt einzog. Sie trat mit den anderen ND-gewählten der christdemokratischen EVP-Fraktion bei. Für die Fraktion ist sie Mitglied im Ausschuss für internationalen Handel, dessen Mitglieder sie zu einer der stellvertretenden Vorsitzenden wählten, sowie im Entwicklungsausschuss und im September 2020 eingerichteten Sonderausschuss zu künstlicher Intelligenz im digitalen Zeitalter. Des Weiteren ist sie stellvertretendes Mitglied im Ausschuss für Binnenmarkt und Verbraucherschutz.

### Privat
Asimakopoulou ist Mutter eines Sohnes. Sie spricht neben ihrer Muttersprache Griechisch auch Englisch, Französisch und Spanisch.